# Abu Ahmad al-'Alwani
Walīd Jāsim al-ʿAlwānī (in arabo وليد جاسم العلواني‎?; Iraq, 1972 – Iraq, 2014) è stato un guerrigliero iracheno, poi diventato militante gihadista di Da'esh.

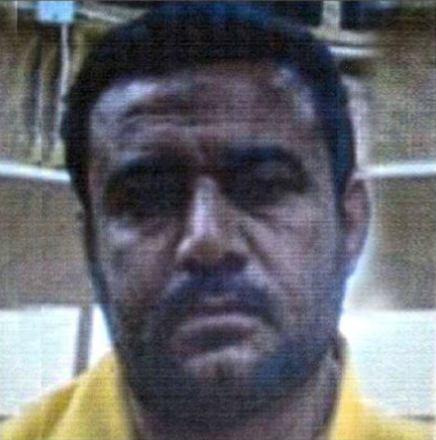
Walīd Jāsim al-ʿAlwānī

Walīd al-ʿAlwānī, noto col suo nome di battaglia di Abū Aḥmad al-ʿAlwānī (Arabo أبو أحمد العلواني), è stato un militare dell'Esercito iracheno all'epoca di Saddam Hussein, per poi abbracciare gli ideali gihadisti e takfiristi di Da'esh, e si dice che abbia fatto parte del suo Consiglio Militare (Arabo  المجلس العسكري, al-Majlis al-ʿAskarī).
Si afferma che sia rimasto ucciso alla fine del 2014 a causa di un raid aereo delle forze della coalizione a guida statunitense, organizzata per colpire il cosiddetto "Stato Islamico".